# Bolzanetese Virtus
USD Bolzanetese Virtus (wł. Unione Sportiva Dilettantistica Bolzanetese Virtus) – włoski klub piłkarski, mający siedzibę w mieście Genua na północy kraju, grający od sezonu 2016/17 w rozgrywkach Seconda Categoria Liguria.

## Historia
Chronologia nazw:
- 1916: Società Sportiva Giovani Calciatori
- 1922: klub rozwiązano – po fuzji z FBC Officine Elettromeccaniche Rivarolo, tworząc GC Officine Elettro Meccaniche
- 1945: Unione Sportiva Bolzanetese
- 1992: Unione Sportiva Bolzanetese Virtus

Klub sportowy S.S. Giovani Calciatori został założony w miejscowości Bolzaneto (która w 1926 została dzielnicą miasta Genua) w 1916 roku. W sezonie 1916/17 zespół debiutował w rozgrywkach Coppa Liguria. Po zakończeniu I wojny światowej, w sezonie 1920/21 startował w Promozione Liguria. Po wygraniu grupy A Liguria, następnie zajął drugie miejsce w półfinale A Liguria, a w turnieju finałowym osiągnął pierwszą lokatę w regionie i awansował do Prima Categoria. W sezonie 1921/22 zespół zajął szóstą pozycję w grupie Prima Categoria Liguria. Przed rozpoczęciem sezonu 1922/23 ze względu na kompromis Colombo dotyczący restrukturyzacji mistrzostw, klub został zakwalifikowany do Seconda Divisione Lega Nord (D2). Jednak w lipcu 1922 po fuzji z FBC Officine Elettromeccaniche Rivarolo powstał nowy klub GC Officine Elettro Meccaniche, a stary klub został rozwiązany.
Po zakończeniu II wojny światowej, klub został reaktywowany jako U.S. Bolzanetese i został zakwalifikowany do rozgrywek Prima Divisione Liguria (D4), zajmując w sezonie 1945/46 drugie miejsce w grupie B, które premiowało do Serie C. Po dwóch sezonach w Serie C, w 1948 roku spadł do Promozione Nord (D4). W 1952 po kolejnej reorganizacji systemu lig Promozione został obniżony do piątego stopnia. W 1953 roku po zajęciu 13.miejsca w grupie B klub powinien spaść z ligi, jednak z nieznanych powodów pozostał w niej. W 1957 liga zmieniła nazwę na Campionato Nazionale Dilettanti, a w 1959 została nazwana Prima Categoria Liguria. Po zakończeniu sezonu 1962/63 został zdegradowany do Seconda Categoria Liguria (D6). W 1968 roku po reorganizacji lig Seconda Categoria Liguria zmieniła nazwę na Prima Categoria Liguria. W 1971 spadł do Seconda Categoria Liguria (D7), ale wkrótce wrócił  do Prima Categoria Liguria. Przed rozpoczęciem sezonu 1978/79 Serie C została podzielona na dwie dywizje: Serie C1 i Serie C2, wskutek czego Prima Categoria została obniżona do siódmego poziomu. W 1983 roku zespół został zdegradowany do Seconda Categoria Liguria, ale wkrótce znów wrócił do Prima Categoria Liguria. W 1986 znów spadł do Seconda Categoria Liguria, ale w 1991 roku po reorganizacji systemu lig Seconda Categoria zmieniła nazwę na Prima Categoria. W 1992 klub przyjął nazwę U.S. Bolzanetese Virtus i awansował do Promozione Liguria (D7). W sezonie 1998/99 zajął drugie miejsce w grupie A Promozione Liguria i otrzymał promocję do Eccellenza Liguria. W sezonach 2001/02 i 2006/07 zespół spadał na rok do  Promozione Liguria, wracając natychmiast do Eccellenza. W 2009 spadł po raz kolejny do Promozione Liguria. W sezonie 2012/13 zajął piąte miejsce w grupie B Promozione Liguria, ale z przyczyn finansowych zrezygnował z dalszych występów i został zdegradowany do najniższego poziomu.
W sezonie 2013/14 zespół startował w Terza Categoria Liguria (D10), natychmiast awansując do Seconda Categoria Liguria. Przed rozpoczęciem sezonu 2014/15 wprowadzono reformę systemy lig, wskutek czego Seconda Categoria awansowała na ósmy poziom. W 2015 zespół spadł z powrotem do Terza Categoria. W następnym sezonie 2015/16 zwyciężył w grupie A Terza Categoria Liguria i zdobył promocje do Seconda Categoria.

## Barwy klubowe, strój
|  |  |  |

Klub ma barwy pomarańczowo-niebiesko-białe. Zawodnicy domowe spotkania zazwyczaj grają w białych koszulkach, niebieskich spodenkach oraz białych getrach.

## Sukcesy

### Trofea międzynarodowe
Nie uczestniczył w rozgrywkach europejskich (stan na 31-05-2020).

### Trofea krajowe
| \| \| Zdobyte trofea w rozgrywkach Włoch (stan na: 31-08-2020) \| |                                                          |      |                   |
| Rozgrywki                                                         | Osiągnięcie                                              | Razy | Sezon(y)          |
| · Mistrzostwo                                                     | I miejsce                                                | 0    |                   |
| · Mistrzostwo                                                     | II miejsce                                               | 0    |                   |
| · Mistrzostwo                                                     | III miejsce                                              | 0    |                   |
| · Mistrzostwo                                                     | 6.miejsce                                                | 1    | 1921/22 (Liguria) |
| · Puchar                                                          | zdobywca                                                 | 0    |                   |
| · Puchar                                                          | finalista                                                | 0    |                   |
| II liga                                                           | I miejsce                                                | 1    | 1920/21 (Liguria) |
| II liga                                                           | II miejsce                                               | 0    |                   |
| II liga                                                           | III miejsce                                              | 0    |                   |
| Włochy                                                            | Zdobyte trofea w rozgrywkach Włoch (stan na: 31-08-2020) |      |                   |

## Poszczególne sezony

### Rozgrywki międzynarodowe

#### Europejskie puchary
Nie uczestniczył w rozgrywkach europejskich.

### Rozgrywki krajowe
| \| Włochy \| Bilans występów klubu w rozgrywkach piłkarskich Włoch (Stan na 31 sierpnia 2020 r.) \| \| |                                                                                     |        |       |   |   |   |    |    |     |                    |        |        |      |
| Poziom                                                                                                 | Rozgrywki                                                                           | Sezony | Mecze | Z | R | P | B+ | B– | Pkt | Lata               | Awanse | Spadki | Naj. |
| I | Prima Categoria Liguria                                                             | 1      |       |   |   |   |    |    |     | 1921/22            | 0      | 1      | 6    |
| II | Promozione Liguria                                                                  | 1      |       |   |   |   |    |    |     | 1920/21            | 1      | 0      | 1    |
| III | Serie C                                                                             | 2      |       |   |   |   |    |    |     | 1946–1948          | 0      | 1      | 8    |
| IV | Prima Divisione Liguria, Promozione Nord                                            | 5      |       |   |   |   |    |    |     | 1945/46, 1948–1952 | 1      | 1      | 2    |
| V | Promozione Liguria, Campionato Nazionale Dilettanti, Prima Categoria Liguria        | 11     |       |   |   |   |    |    |     | 1952–1963          | 0      | 1      | 3    |
| | Puchar Włoch                                                                        | 0      |       |   |   |   |    |    |     |                    | 0      | 0      |      |
| Włochy                                                                                                 | Bilans występów klubu w rozgrywkach piłkarskich Włoch (Stan na 31 sierpnia 2020 r.) |        |       |   |   |   |    |    |     |                    |        |        |      |

## Struktura klubu

### Stadion
Klub rozgrywa swoje mecze domowe na stadionie Campo sportivo Begato 9 w Genui o pojemności 1000 widzów.

### Derby
- AC Sampierdarenese
- FS Sestrese Calcio 1919
- Spes FC
- USD Rivarolese 1919